# سيراس ألدريش
سيراس ألدريش هو سياسي أمريكي، ولد في 18 يونيو 1808 في سميثفيلد في الولايات المتحدة، وتوفي في 5 أكتوبر 1871 في مينيابوليس في الولايات المتحدة. نشط حزبياً في الحزب الجمهوري. وقد انتخب عضو مجلس نواب مينيسوتا ‏ وانتخب عضو مجلس النواب الأمريكي ‏.